# Johannes Große
Pour les articles homonymes, voir Große.
Johannes Große né le 7 janvier 1997 à Berlin, est un joueur de hockey sur gazon allemand qui joue en tant que défenseur ou milieu de terrain pour Rot-Weiss Köln et l'équipe nationale allemande.

## Carrière

### Club
Große a grandi à Berlin et a commencé à jouer au hockey au Zehlendorfer Wespen à l'âge de trois ans. À l'âge de dix-huit ans, il les quitta pour le Club an der Alster. Après trois saisons à Hambourg, il est allé à Rot-Weiss Köln pour la saison 2018-2019.

## International
Große a fait ses débuts dans l'équipe nationale senior en novembre 2017 contre la Grande-Bretagne. En novembre 2018, il a été sélectionné dans l'équipe d'Allemagne pour la Coupe du monde 2018. Il a également représenté l'Allemagne à l'Euro 2019. Le 28 mai 2021, il a été nommé dans les équipes pour l'Euro 2021 et les Jeux olympiques d'été de 2020.